# لاندير جابيلوندو
لاندير جابيلوندو (بالإسبانية: Lander Gabilondo Bernal) (30 أبريل 1987 بسان سيباستيان في إسبانيا - ) هو لاعب كرة قدم إسباني في مركز جناح ‏. لعب مع ريال سوسيداد ب وريال يونيون وسويندون تاون ونادي أموريبايتا ونادي لايايوا وSD Formentera ‏.

## روابط خارجية
- لاندير جابيلوندو على موقع قاعدة بيانات كرة القدم.إي يو (الإنجليزية)
- لاندير جابيلوندو على موقع Soccerway.com (الإنجليزية)